# Interlands Portugees voetbalelftal 2020-2029
Deze pagina toont een chronologisch en gedetailleerd overzicht van de interlands die het Portugees voetbalelftal speelt en heeft gespeeld in de periode 2020 – 2029.

## Interlands

### 2020
|                                                                                     |                                                                  |       |                      |                                                                             |
| 5 september UEFA Nations League Groep A3 № 625 «onderlinge duels» 19:45 uur (UTC+1) | Portugal                                                         | 4 – 1 | Kroatië              | Estádio do Dragão, Porto Toeschouwers: 0 Scheidsrechter: Davide Massa (ITA) |
| 5 september UEFA Nations League Groep A3 № 625 «onderlinge duels» 19:45 uur (UTC+1) | João Cancelo 41' Diogo Jota 58' João Félix 70' André Silva 90+5' |       | 90+1' Bruno Petković | Estádio do Dragão, Porto Toeschouwers: 0 Scheidsrechter: Davide Massa (ITA) |

|                                                                                     |        |                                               |          |                                                                           |
| 8 september UEFA Nations League Groep A3 № 626 «onderlinge duels» 20:45 uur (UTC+2) | Zweden | 0 – 2                                         | Portugal | Friends Arena, Solna Toeschouwers: 0 Scheidsrechter: Danny Makkelie (NED) |
| 8 september UEFA Nations League Groep A3 № 626 «onderlinge duels» 20:45 uur (UTC+2) |        | 45+1' Cristiano Ronaldo 72' Cristiano Ronaldo |          | Friends Arena, Solna Toeschouwers: 0 Scheidsrechter: Danny Makkelie (NED) |

|                                                                        |          |       |        |                                                                                        |
| 7 oktober Vriendschappelijk № 627 «onderlinge duels» 19:45 uur (UTC+1) | Portugal | 0 – 0 | Spanje | Estádio José Alvalade, Lissabon Toeschouwers: 2.500 Scheidsrechter: Paolo Valeri (ITA) |
| 7 oktober Vriendschappelijk № 627 «onderlinge duels» 19:45 uur (UTC+1) |          |       |        | Estádio José Alvalade, Lissabon Toeschouwers: 2.500 Scheidsrechter: Paolo Valeri (ITA) |

|                                                                                    |           |       |          |                                                                                                |
| 11 oktober UEFA Nations League Groep A3 № 628 «onderlinge duels» 20:45 uur (UTC+2) | Frankrijk | 0 – 0 | Portugal | Stade de France, Saint-Denis Toeschouwers: 1.000 Scheidsrechter: Carlos del Cerro Grande (ESP) |
| 11 oktober UEFA Nations League Groep A3 № 628 «onderlinge duels» 20:45 uur (UTC+2) |           |       |          | Stade de France, Saint-Denis Toeschouwers: 1.000 Scheidsrechter: Carlos del Cerro Grande (ESP) |

|                                                                                    |                                                  |       |        |                                                                                           |
| 14 oktober UEFA Nations League Groep A3 № 629 «onderlinge duels» 19:45 uur (UTC+1) | Portugal                                         | 3 – 0 | Zweden | Estádio José Alvalade, Lissabon Toeschouwers: 5.000 Scheidsrechter: Srđan Jovanović (SRB) |
| 14 oktober UEFA Nations League Groep A3 № 629 «onderlinge duels» 19:45 uur (UTC+1) | Bernardo Silva 21' Diogo Jota 44' Diogo Jota 72' |       |        | Estádio José Alvalade, Lissabon Toeschouwers: 5.000 Scheidsrechter: Srđan Jovanović (SRB) |

|                                                                        | |       |         |                                                                            |
| 11 november Vriendschappelijk № 630 «onderlinge duels» 19:45 uur (UTC) | Portugal | 7 – 0 | Andorra | Estádio da Luz, Lissabon Toeschouwers: 0 Scheidsrechter: Alain Bieri (SUI) |
| 11 november Vriendschappelijk № 630 «onderlinge duels» 19:45 uur (UTC) | Pedro Neto 8' Paulinho 29' Renato Sanches 56' Paulinho 61' Emili García 76' (e.d.) Cristiano Ronaldo 85' João Félix 88' |       |         | Estádio da Luz, Lissabon Toeschouwers: 0 Scheidsrechter: Alain Bieri (SUI) |

|                                                                                   |          |                  |           |                                                                               |
| 14 november UEFA Nations League Groep A3 № 631 «onderlinge duels» 19:45 uur (UTC) | Portugal | 0 – 1            | Frankrijk | Estádio da Luz, Lissabon Toeschouwers: 0 Scheidsrechter: Tobias Stieler (GER) |
| 14 november UEFA Nations League Groep A3 № 631 «onderlinge duels» 19:45 uur (UTC) |          | 54' N'Golo Kanté |           | Estádio da Luz, Lissabon Toeschouwers: 0 Scheidsrechter: Tobias Stieler (GER) |

|                                                                                     |                                     |       |                                              |                                                                           |
| 17 november UEFA Nations League Groep A3 № 632 «onderlinge duels» 20:45 uur (UTC+1) | Kroatië                             | 2 – 3 | Portugal                                     | Poljudstadion, Split Toeschouwers: 0 Scheidsrechter: Michael Oliver (ENG) |
| 17 november UEFA Nations League Groep A3 № 632 «onderlinge duels» 20:45 uur (UTC+1) | Mateo Kovačić 29' Mateo Kovačić 65' |       | 52' Rúben Dias 60' João Félix 90' Rúben Dias | Poljudstadion, Split Toeschouwers: 0 Scheidsrechter: Michael Oliver (ENG) |

### 2021
|                                                                           |                            |       |              |                                                                                       |
| 24 maart WK-kwalificatie Groep A № 633 «onderlinge duels» 19:45 uur (UTC) | Portugal                   | 1 – 0 | Azerbeidzjan | Allianz Stadium, Turijn (Italië) Toeschouwers: 0 Scheidsrechter: Daniel Siebert (GER) |
| 24 maart WK-kwalificatie Groep A № 633 «onderlinge duels» 19:45 uur (UTC) | Maksim Medvedev 36' (e.d.) |       |              | Allianz Stadium, Turijn (Italië) Toeschouwers: 0 Scheidsrechter: Daniel Siebert (GER) |

|                                                                             |                                          |       |                               |                                                                                 |
| 27 maart WK-kwalificatie Groep A № 634 «onderlinge duels» 20:45 uur (UTC+1) | Servië                                   | 2 – 2 | Portugal                      | Rode Sterstadion, Belgrado Toeschouwers: 0 Scheidsrechter: Danny Makkelie (NED) |
| 27 maart WK-kwalificatie Groep A № 634 «onderlinge duels» 20:45 uur (UTC+1) | Aleksandar Mitrović 46' Filip Kostić 60' |       | 11' Diogo Jota 36' Diogo Jota | Rode Sterstadion, Belgrado Toeschouwers: 0 Scheidsrechter: Danny Makkelie (NED) |

|                                                                             |                      |       |                                                          |                                                                                   |
| 30 maart WK-kwalificatie Groep A № 635 «onderlinge duels» 20:45 uur (UTC+2) | Luxemburg            | 1 – 3 | Portugal                                                 | Stade Josy Barthel, Luxemburg Toeschouwers: 0 Scheidsrechter: Sergej Ivanov (RUS) |
| 30 maart WK-kwalificatie Groep A № 635 «onderlinge duels» 20:45 uur (UTC+2) | Gerson Rodrigues 30' |       | 45+2' Diogo Jota 51' Cristiano Ronaldo 80' João Palhinha | Stade Josy Barthel, Luxemburg Toeschouwers: 0 Scheidsrechter: Sergej Ivanov (RUS) |

|                                                                     |        |       |          |                                                                                     |
| 4 juni Vriendschappelijk № 636 «onderlinge duels» 19:30 uur (UTC+2) | Spanje | 0 – 0 | Portugal | Wanda Metropolitano, Madrid Toeschouwers: 14.743 Scheidsrechter: Craig Pawson (ENG) |
| 4 juni Vriendschappelijk № 636 «onderlinge duels» 19:30 uur (UTC+2) |        |       |          | Wanda Metropolitano, Madrid Toeschouwers: 14.743 Scheidsrechter: Craig Pawson (ENG) |

|                                                                     |                                                                                  |       |        |                                                                                       |
| 9 juni Vriendschappelijk № 637 «onderlinge duels» 19:45 uur (UTC+1) | Portugal                                                                         | 4 – 0 | Israël | Estádio José Alvalade, Lissabon Toeschouwers: 0 Scheidsrechter: Jérémie Pignard (FRA) |
| 9 juni Vriendschappelijk № 637 «onderlinge duels» 19:45 uur (UTC+1) | Bruno Fernandes 42' Cristiano Ronaldo 44' João Cancelo 86' Bruno Fernandes 90+1' |       |        | Estádio José Alvalade, Lissabon Toeschouwers: 0 Scheidsrechter: Jérémie Pignard (FRA) |

| EK 2020 |
| ------- |

|                                                                         |           |         |                                                                            | |
| 15 juni EK-eindronde Groep F № 638 «onderlinge duels» 18:00 uur (UTC+2) | Hongarije | 0 – 3   | Portugal                                                                   | Puskás Aréna, Boedapest Toeschouwers: 55.662 Scheidsrechter: Cüneyt Çakır (TUR) Video-assistent: Massimiliano Irrati (ITA) |
| 15 juni EK-eindronde Groep F № 638 «onderlinge duels» 18:00 uur (UTC+2) |           | Verslag | 84' Raphaël Guerreiro 87' (pen.) Cristiano Ronaldo 90+2' Cristiano Ronaldo | Puskás Aréna, Boedapest Toeschouwers: 55.662 Scheidsrechter: Cüneyt Çakır (TUR) Video-assistent: Massimiliano Irrati (ITA) |

|                                                                         |                                      |         |                                                                                     | |
| 19 juni EK-eindronde Groep F № 639 «onderlinge duels» 18:00 uur (UTC+2) | Portugal                             | 2 – 4   | Duitsland                                                                           | Allianz Arena, München Toeschouwers: 12.926 Scheidsrechter: Anthony Taylor (ENG) Video-assistent: Stuart Attwell (ENG) |
| 19 juni EK-eindronde Groep F № 639 «onderlinge duels» 18:00 uur (UTC+2) | Cristiano Ronaldo 15' Diogo Jota 67' | Verslag | 35' (e.d.) Rúben Dias 39' (e.d.) Raphaël Guerreiro 51' Kai Havertz 60' Robin Gosens | Allianz Arena, München Toeschouwers: 12.926 Scheidsrechter: Anthony Taylor (ENG) Video-assistent: Stuart Attwell (ENG) |

|                                                                         |                                                           |         |                                              | |
| 23 juni EK-eindronde Groep F № 640 «onderlinge duels» 21:00 uur (UTC+2) | Portugal                                                  | 2 – 2   | Frankrijk                                    | Puskás Aréna, Boedapest Toeschouwers: 54.886 Scheidsrechter: Antonio Mateu Lahoz (ESP) Video-assistent: Alejandro Hernández (ESP) |
| 23 juni EK-eindronde Groep F № 640 «onderlinge duels» 21:00 uur (UTC+2) | Cristiano Ronaldo 31' (pen.) Cristiano Ronaldo 60' (pen.) | Verslag | 45+2' (pen.) Karim Benzema 47' Karim Benzema | Puskás Aréna, Boedapest Toeschouwers: 54.886 Scheidsrechter: Antonio Mateu Lahoz (ESP) Video-assistent: Alejandro Hernández (ESP) |

|                                                                                |                    |         |          | |
| 27 juni EK-eindronde Achtste finale № 641 «onderlinge duels» 21:00 uur (UTC+2) | België             | 1 – 0   | Portugal | Estadio de La Cartuja, Sevilla Toeschouwers: 11.504 Scheidsrechter: Felix Brych (GER) Video-assistent: Marco Fritz (GER) |
| 27 juni EK-eindronde Achtste finale № 641 «onderlinge duels» 21:00 uur (UTC+2) | Thorgan Hazard 42' | Verslag |          | Estadio de La Cartuja, Sevilla Toeschouwers: 11.504 Scheidsrechter: Felix Brych (GER) Video-assistent: Marco Fritz (GER) |

|  |  |  |  |  |  |  |  |  |

|                                                                                |                                               |       |               | |
| 1 september WK-kwalificatie Groep A № 642 «onderlinge duels» 19:45 uur (UTC+1) | Portugal                                      | 2 – 1 | Ierland       | Estádio Algarve, Loulé Toeschouwers: 7.831 Scheidsrechter: Matej Jug (SVN) Video-assistent: Paolo Valeri (ITA) |
| 1 september WK-kwalificatie Groep A № 642 «onderlinge duels» 19:45 uur (UTC+1) | Cristiano Ronaldo 89' Cristiano Ronaldo 90+6' |       | 45' John Egan | Estádio Algarve, Loulé Toeschouwers: 7.831 Scheidsrechter: Matej Jug (SVN) Video-assistent: Paolo Valeri (ITA) |

|                                                                          |                       |       |                                                       |                                                                               |
| 4 september Vriendschappelijk № 643 «onderlinge duels» 18:45 uur (UTC+2) | Qatar                 | 1 – 3 | Portugal                                              | Nagyerdei-stadion, Debrecen Toeschouwers: 0 Scheidsrechter: Gergő Bogár (HUN) |
| 4 september Vriendschappelijk № 643 «onderlinge duels» 18:45 uur (UTC+2) | Abdelkarim Hassan 61' |       | 23' André Silva 25' Otávio 88' (pen.) Bruno Fernandes | Nagyerdei-stadion, Debrecen Toeschouwers: 0 Scheidsrechter: Gergő Bogár (HUN) |

|                                                                                |              |                                                   |          | |
| 7 september WK-kwalificatie Groep A № 644 «onderlinge duels» 20:00 uur (UTC+4) | Azerbeidzjan | 0 – 3                                             | Portugal | Olympisch Stadion, Bakoe Toeschouwers: 20.574 Scheidsrechter: Marco Guida (ITA) Video-assistent: Marco Di Bello (ITA) |
| 7 september WK-kwalificatie Groep A № 644 «onderlinge duels» 20:00 uur (UTC+4) |              | 26' Bernardo Silva 31' André Silva 75' Diogo Jota |          | Olympisch Stadion, Bakoe Toeschouwers: 20.574 Scheidsrechter: Marco Guida (ITA) Video-assistent: Marco Di Bello (ITA) |

|                                                                        |                                                      |       |       |                                                                              |
| 9 oktober Vriendschappelijk № 645 «onderlinge duels» 20:15 uur (UTC+1) | Portugal                                             | 3 – 0 | Qatar | Estádio Algarve, Loulé Toeschouwers: 15.087 Scheidsrechter: Fedayi San (SUI) |
| 9 oktober Vriendschappelijk № 645 «onderlinge duels» 20:15 uur (UTC+1) | Cristiano Ronaldo 37' José Fonte 48' André Silva 90' |       |       | Estádio Algarve, Loulé Toeschouwers: 15.087 Scheidsrechter: Fedayi San (SUI) |

|                                                                               | |       |           | |
| 12 oktober WK-kwalificatie Groep A № 646 «onderlinge duels» 19:45 uur (UTC+1) | Portugal | 5 – 0 | Luxemburg | Estádio Algarve, Loulé Toeschouwers: 18.533 Scheidsrechter: Benoît Bastien (FRA) Video-assistent: Benoît Millot (FRA) |
| 12 oktober WK-kwalificatie Groep A № 646 «onderlinge duels» 19:45 uur (UTC+1) | Cristiano Ronaldo 8' (pen.) Cristiano Ronaldo 13' (pen.) Bruno Fernandes 18' João Palhinha 69' Cristiano Ronaldo 87' |       |           | Estádio Algarve, Loulé Toeschouwers: 18.533 Scheidsrechter: Benoît Bastien (FRA) Video-assistent: Benoît Millot (FRA) |

|                                                                              |         |       |          | |
| 11 november WK-kwalificatie Groep A № 647 «onderlinge duels» 19:45 uur (UTC) | Ierland | 0 – 0 | Portugal | Avivastadion, Dublin Toeschouwers: 50.373 Scheidsrechter: Jesús Gil Manzano (ESP) Video-assistent: Alejandro Hernández (ESP) |
| 11 november WK-kwalificatie Groep A № 647 «onderlinge duels» 19:45 uur (UTC) |         |       |          | Avivastadion, Dublin Toeschouwers: 50.373 Scheidsrechter: Jesús Gil Manzano (ESP) Video-assistent: Alejandro Hernández (ESP) |

|                                                                              |                   |       |                                         | |
| 14 november WK-kwalificatie Groep A № 648 «onderlinge duels» 19:45 uur (UTC) | Portugal          | 1 – 2 | Servië                                  | Estádio da Luz, Lissabon Toeschouwers: 58.873 Scheidsrechter: Daniele Orsato (ITA) Video-assistent: Massimiliano Irrati (ITA) |
| 14 november WK-kwalificatie Groep A № 648 «onderlinge duels» 19:45 uur (UTC) | Renato Sanches 2' |       | 33' Dušan Tadić 90' Aleksandar Mitrović | Estádio da Luz, Lissabon Toeschouwers: 58.873 Scheidsrechter: Daniele Orsato (ITA) Video-assistent: Massimiliano Irrati (ITA) |

### 2022
|                                                                             |                                               |       |                  | |
| 24 maart WK-kwalificatie Play-offs № 649 «onderlinge duels» 19:45 uur (UTC) | Portugal                                      | 3 – 1 | Turkije          | Estádio do Dragão, Porto Toeschouwers: 48.010 Scheidsrechter: Daniel Siebert (GER) Video-assistent: Marco Fritz (GER) |
| 24 maart WK-kwalificatie Play-offs № 649 «onderlinge duels» 19:45 uur (UTC) | Otávio 15' Diogo Jota 42' Matheus Nunes 90+4' |       | 65' Burak Yılmaz | Estádio do Dragão, Porto Toeschouwers: 48.010 Scheidsrechter: Daniel Siebert (GER) Video-assistent: Marco Fritz (GER) |

|                                                                               |                                         |       |                 | |
| 29 maart WK-kwalificatie Play-offs № 650 «onderlinge duels» 19:45 uur (UTC+1) | Portugal                                | 2 – 0 | Noord-Macedonië | Estádio do Dragão, Porto Toeschouwers: 48.010 Scheidsrechter: Anthony Taylor (ENG) Video-assistent: Chris Kavanagh (ENG) |
| 29 maart WK-kwalificatie Play-offs № 650 «onderlinge duels» 19:45 uur (UTC+1) | Bruno Fernandes 32' Bruno Fernandes 65' |       |                 | Estádio do Dragão, Porto Toeschouwers: 48.010 Scheidsrechter: Anthony Taylor (ENG) Video-assistent: Chris Kavanagh (ENG) |

|                                                                                |                   |       |                   | |
| 2 juni UEFA Nations League Groep A2 № 651 «onderlinge duels» 20:45 uur (UTC+2) | Spanje            | 1 – 1 | Portugal          | Estadio Benito Villamarín, Sevilla Toeschouwers: 41.236 Scheidsrechter: Michael Oliver (ENG) Video-assistent: Stuart Attwell (ENG) |
| 2 juni UEFA Nations League Groep A2 № 651 «onderlinge duels» 20:45 uur (UTC+2) | Álvaro Morata 25' |       | 82' Ricardo Horta | Estadio Benito Villamarín, Sevilla Toeschouwers: 41.236 Scheidsrechter: Michael Oliver (ENG) Video-assistent: Stuart Attwell (ENG) |

|                                                                                |                                                                                   |       |             | |
| 5 juni UEFA Nations League Groep A2 № 652 «onderlinge duels» 19:45 uur (UTC+1) | Portugal                                                                          | 4 – 0 | Zwitserland | Estádio José Alvalade, Lissabon Toeschouwers: 42.325 Scheidsrechter: Orel Grinfeeld (ISR) Video-assistent: Bastian Dankert (GER) |
| 5 juni UEFA Nations League Groep A2 № 652 «onderlinge duels» 19:45 uur (UTC+1) | William Carvalho 15' Cristiano Ronaldo 35' Cristiano Ronaldo 39' João Cancelo 68' |       |             | Estádio José Alvalade, Lissabon Toeschouwers: 42.325 Scheidsrechter: Orel Grinfeeld (ISR) Video-assistent: Bastian Dankert (GER) |

|                                                                                |                                     |       |          | |
| 9 juni UEFA Nations League Groep A2 № 653 «onderlinge duels» 19:45 uur (UTC+1) | Portugal                            | 2 – 0 | Tsjechië | Estádio José Alvalade, Lissabon Toeschouwers: 44.100 Scheidsrechter: Matej Jug (SVN) Video-assistent: Rade Obrenovič (SVN) |
| 9 juni UEFA Nations League Groep A2 № 653 «onderlinge duels» 19:45 uur (UTC+1) | João Cancelo 33' Gonçalo Guedes 38' |       |          | Estádio José Alvalade, Lissabon Toeschouwers: 44.100 Scheidsrechter: Matej Jug (SVN) Video-assistent: Rade Obrenovič (SVN) |

|                                                                                 |                    |       |          | |
| 12 juni UEFA Nations League Groep A2 № 654 «onderlinge duels» 20:45 uur (UTC+2) | Zwitserland        | 1 – 0 | Portugal | Stade de Genève, Lancy Toeschouwers: 26.300 Scheidsrechter: Fran Jović (CRO) Video-assistent: Paolo Valeri (ITA) |
| 12 juni UEFA Nations League Groep A2 № 654 «onderlinge duels» 20:45 uur (UTC+2) | Haris Seferović 1' |       |          | Stade de Genève, Lancy Toeschouwers: 26.300 Scheidsrechter: Fran Jović (CRO) Video-assistent: Paolo Valeri (ITA) |

|                                                                                      |          |                                                                      |          | |
| 24 september UEFA Nations League Groep A2 № 655 «onderlinge duels» 20:45 uur (UTC+2) | Tsjechië | 0 – 4                                                                | Portugal | Sinobo Stadium, Praag Toeschouwers: 19.322 Scheidsrechter: Srđan Jovanović (SRB) Video-assistent: Bastian Dankert (GER) |
| 24 september UEFA Nations League Groep A2 № 655 «onderlinge duels» 20:45 uur (UTC+2) |          | 33' Diogo Dalot 45+2' Bruno Fernandes 52' Diogo Dalot 82' Diogo Jota |          | Sinobo Stadium, Praag Toeschouwers: 19.322 Scheidsrechter: Srđan Jovanović (SRB) Video-assistent: Bastian Dankert (GER) |

|                                                                                      |          |                   |        | |
| 27 september UEFA Nations League Groep A2 № 656 «onderlinge duels» 19:45 uur (UTC+1) | Portugal | 0 – 1             | Spanje | Estádio Municipal, Braga Toeschouwers: 28.196 Scheidsrechter: Daniele Orsato (ITA) Video-assistent: Massimiliano Irrati (ITA) |
| 27 september UEFA Nations League Groep A2 № 656 «onderlinge duels» 19:45 uur (UTC+1) |          | 88' Álvaro Morata |        | Estádio Municipal, Braga Toeschouwers: 28.196 Scheidsrechter: Daniele Orsato (ITA) Video-assistent: Massimiliano Irrati (ITA) |

|                                                                        |                                                                                |       |         | |
| 17 november Vriendschappelijk № 657 «onderlinge duels» 18:45 uur (UTC) | Portugal                                                                       | 4 – 0 | Nigeria | Estádio José Alvalade, Lissabon Toeschouwers: 43.621 Scheidsrechter: Chrysovalantis Theouli (CYP) Video-assistent: Demetris Solomou (CYP) |
| 17 november Vriendschappelijk № 657 «onderlinge duels» 18:45 uur (UTC) | Bruno Fernandes 9' Bruno Fernandes 35' (pen.) Gonçalo Ramos 82' João Mário 84' |       |         | Estádio José Alvalade, Lissabon Toeschouwers: 43.621 Scheidsrechter: Chrysovalantis Theouli (CYP) Video-assistent: Demetris Solomou (CYP) |

| Wereldkampioenschap voetbal 2022 |
| -------------------------------- |

|                                                                        |                                                             |         |                                 | |
| 24 november WK 2022 Groep H № 658 «onderlinge duels» 19:00 uur (UTC+3) | Portugal                                                    | 3 – 2   | Ghana                           | Stadion 974, Doha Toeschouwers: 42.662 Scheidsrechter: Ismail Elfath (USA) Video-assistent: Armando Villarreal (USA) |
| 24 november WK 2022 Groep H № 658 «onderlinge duels» 19:00 uur (UTC+3) | Cristiano Ronaldo 65' (pen.) João Félix 78' Rafael Leão 80' | Verslag | 73' André Ayew 89' Osman Bukari | Stadion 974, Doha Toeschouwers: 42.662 Scheidsrechter: Ismail Elfath (USA) Video-assistent: Armando Villarreal (USA) |

|                                                                        |                                                  |         |         | |
| 28 november WK 2022 Groep H № 659 «onderlinge duels» 22:00 uur (UTC+3) | Portugal                                         | 2 – 0   | Uruguay | Lusailstadion, Lusail Toeschouwers: 88.668 Scheidsrechter: Alireza Faghani (IRN) Video-assistent: Abdulla Al-Marri (QAT) |
| 28 november WK 2022 Groep H № 659 «onderlinge duels» 22:00 uur (UTC+3) | Bruno Fernandes 54' Bruno Fernandes 90+3' (pen.) | Verslag |         | Lusailstadion, Lusail Toeschouwers: 88.668 Scheidsrechter: Alireza Faghani (IRN) Video-assistent: Abdulla Al-Marri (QAT) |

|                                                                       |                                         |         |                  | |
| 2 december WK 2022 Groep H № 660 «onderlinge duels» 18:00 uur (UTC+3) | Zuid-Korea                              | 2 – 1   | Portugal         | Education Citystadion, Ar Rayyan Toeschouwers: 44.097 Scheidsrechter: Facundo Tello (ARG) Video-assistent: Nicolás Gallo (COL) |
| 2 december WK 2022 Groep H № 660 «onderlinge duels» 18:00 uur (UTC+3) | Kim Young-gwon 27' Hwang Hee-chan 90+1' | Verslag | 5' Ricardo Horta | Education Citystadion, Ar Rayyan Toeschouwers: 44.097 Scheidsrechter: Facundo Tello (ARG) Video-assistent: Nicolás Gallo (COL) |

|                                                                              | |         |                   | |
| 6 december WK 2022 Achtste finale № 661 «onderlinge duels» 22:00 uur (UTC+3) | Portugal                                                                                               | 6 – 1   | Zwitserland       | Lusailstadion, Lusail Toeschouwers: 83.720 Scheidsrechter: César Arturo Ramos (MEX) Video-assistent: Drew Fischer (CAN) |
| 6 december WK 2022 Achtste finale № 661 «onderlinge duels» 22:00 uur (UTC+3) | Gonçalo Ramos 17' Pepe 33' Gonçalo Ramos 51' Raphaël Guerreiro 55' Gonçalo Ramos 67' Rafael Leão 90+2' | Verslag | 58' Manuel Akanji | Lusailstadion, Lusail Toeschouwers: 83.720 Scheidsrechter: César Arturo Ramos (MEX) Video-assistent: Drew Fischer (CAN) |

|                                                                            |                       |         |          | |
| 10 december WK 2022 Kwartfinale № 662 «onderlinge duels» 18:00 uur (UTC+3) | Marokko               | 1 – 0   | Portugal | Al Thumamastadion, Doha Toeschouwers: 44.198 Scheidsrechter: Facundo Tello (ARG) Video-assistent: Mauro Vigliano (ARG) |
| 10 december WK 2022 Kwartfinale № 662 «onderlinge duels» 18:00 uur (UTC+3) | Youssef En-Nesyri 42' | Verslag |          | Al Thumamastadion, Doha Toeschouwers: 44.198 Scheidsrechter: Facundo Tello (ARG) Video-assistent: Mauro Vigliano (ARG) |

|  |  |  |  |  |  |  |  |  |

### 2023
|                                                                           |                                                                                       |       |               | |
| 23 maart EK-kwalificatie Groep J № 663 «onderlinge duels» 19:45 uur (UTC) | Portugal                                                                              | 4 – 0 | Liechtenstein | Estádio José Alvalade, Lissabon Toeschouwers: 45.378 Scheidsrechter: Espen Eskås (NOR) Video-assistent: Juan Martínez Munuera (ESP) |
| 23 maart EK-kwalificatie Groep J № 663 «onderlinge duels» 19:45 uur (UTC) | João Cancelo 8' Bernardo Silva 47' Cristiano Ronaldo 51' (pen.) Cristiano Ronaldo 63' |       |               | Estádio José Alvalade, Lissabon Toeschouwers: 45.378 Scheidsrechter: Espen Eskås (NOR) Video-assistent: Juan Martínez Munuera (ESP) |

|                                                                             |           | |          | |
| 26 maart EK-kwalificatie Groep J № 664 «onderlinge duels» 20:45 uur (UTC+2) | Luxemburg | 0 – 6                                                                                                   | Portugal | Stade de Luxembourg, Luxemburg Toeschouwers: 9.132 Scheidsrechter: Radu Petrescu (ROU) Video-assistent: Ovidiu Haţegan (ROU) |
| 26 maart EK-kwalificatie Groep J № 664 «onderlinge duels» 20:45 uur (UTC+2) |           | 9' Cristiano Ronaldo 15' João Félix 18' Bernardo Silva 31' Cristiano Ronaldo 77' Otávio 88' Rafael Leão |          | Stade de Luxembourg, Luxemburg Toeschouwers: 9.132 Scheidsrechter: Radu Petrescu (ROU) Video-assistent: Ovidiu Haţegan (ROU) |

|                                                                            |                                                              |       |                | |
| 17 juni EK-kwalificatie Groep J № 665 «onderlinge duels» 19:45 uur (UTC+1) | Portugal                                                     | 3 – 0 | Bosnië en Her. | Estádio da Luz, Lissabon Toeschouwers: 55.058 Scheidsrechter: Davide Massa (ITA) Video-assistent: Massimiliano Irrati (ITA) |
| 17 juni EK-kwalificatie Groep J № 665 «onderlinge duels» 19:45 uur (UTC+1) | Bernardo Silva 44' Bruno Fernandes 77' Bruno Fernandes 90+3' |       |                | Estádio da Luz, Lissabon Toeschouwers: 55.058 Scheidsrechter: Davide Massa (ITA) Video-assistent: Massimiliano Irrati (ITA) |

|                                                                          |         |                       |          | |
| 20 juni EK-kwalificatie Groep J № 666 «onderlinge duels» 18:45 uur (UTC) | IJsland | 0 – 1                 | Portugal | Laugardalsvöllur, Reykjavik Toeschouwers: 9.517 Scheidsrechter: Daniel Siebert (GER) Video-assistent: Bastian Dankert (GER) |
| 20 juni EK-kwalificatie Groep J № 666 «onderlinge duels» 18:45 uur (UTC) |         | 89' Cristiano Ronaldo |          | Laugardalsvöllur, Reykjavik Toeschouwers: 9.517 Scheidsrechter: Daniel Siebert (GER) Video-assistent: Bastian Dankert (GER) |

|                                                                                |           |                     |          | |
| 8 september EK-kwalificatie Groep J № 667 «onderlinge duels» 20:45 uur (UTC+2) | Slowakije | 0 – 1               | Portugal | Národný futbalový štadión, Bratislava Toeschouwers: 21.473 Scheidsrechter: Glenn Nyberg (SWE) Video-assistent: Pol van Boekel (NED) |
| 8 september EK-kwalificatie Groep J № 667 «onderlinge duels» 20:45 uur (UTC+2) |           | 43' Bruno Fernandes |          | Národný futbalový štadión, Bratislava Toeschouwers: 21.473 Scheidsrechter: Glenn Nyberg (SWE) Video-assistent: Pol van Boekel (NED) |

|                                                                                 | |       |           | |
| 11 september EK-kwalificatie Groep J № 668 «onderlinge duels» 19:45 uur (UTC+1) | Portugal | 9 – 0 | Luxemburg | Estádio Algarve, Loulé Toeschouwers: 9.231 Scheidsrechter: John Brooks (ENG) Video-assistent: Stuart Attwell (ENG) |
| 11 september EK-kwalificatie Groep J № 668 «onderlinge duels» 19:45 uur (UTC+1) | Gonçalo Inácio 12' Gonçalo Ramos 18' Gonçalo Ramos 34' Gonçalo Inácio 45+4' Diogo Jota 57' Ricardo Horta 67' Diogo Jota 77' Bruno Fernandes 83' João Félix 88' |       |           | Estádio Algarve, Loulé Toeschouwers: 9.231 Scheidsrechter: John Brooks (ENG) Video-assistent: Stuart Attwell (ENG) |

|                                                                               |                                                                      |       |                                        | |
| 13 oktober EK-kwalificatie Groep J № 669 «onderlinge duels» 19:45 uur (UTC+1) | Portugal                                                             | 3 – 2 | Slowakije                              | Estádio do Dragão, Porto Toeschouwers: 46.601 Scheidsrechter: Anastasios Sidiropoulos (GRE) Video-assistent: Aggelos Evangelou (GRE) |
| 13 oktober EK-kwalificatie Groep J № 669 «onderlinge duels» 19:45 uur (UTC+1) | Gonçalo Ramos 18' Cristiano Ronaldo 29' (pen.) Cristiano Ronaldo 72' |       | 69' Dávid Hancko 80' Stanislav Lobotka | Estádio do Dragão, Porto Toeschouwers: 46.601 Scheidsrechter: Anastasios Sidiropoulos (GRE) Video-assistent: Aggelos Evangelou (GRE) |

|                                                                               |                       | |          | |
| 16 oktober EK-kwalificatie Groep J № 670 «onderlinge duels» 20:45 uur (UTC+2) | Bosnië en Herzegovina | 0 – 5                                                                                                 | Portugal | Bilino Polje, Zenica Toeschouwers: 13.047 Scheidsrechter: Halil Umut Meler (TUR) Video-assistent: Benoît Millot (FRA) |
| 16 oktober EK-kwalificatie Groep J № 670 «onderlinge duels» 20:45 uur (UTC+2) |                       | 5' (pen.) Cristiano Ronaldo 20' Cristiano Ronaldo 25' Bruno Fernandes 32' João Cancelo 41' João Félix |          | Bilino Polje, Zenica Toeschouwers: 13.047 Scheidsrechter: Halil Umut Meler (TUR) Video-assistent: Benoît Millot (FRA) |

|                                                                                |               |                                        |          | |
| 16 november EK-kwalificatie Groep J № 671 «onderlinge duels» 20:45 uur (UTC+1) | Liechtenstein | 0 – 2                                  | Portugal | Rheinparkstadion, Vaduz Toeschouwers: 5.749 Scheidsrechter: Mohammed Al-Hakim (SWE) Video-assistent: Jonas Hansen (DEN) |
| 16 november EK-kwalificatie Groep J № 671 «onderlinge duels» 20:45 uur (UTC+1) |               | 46' Cristiano Ronaldo 57' João Cancelo |          | Rheinparkstadion, Vaduz Toeschouwers: 5.749 Scheidsrechter: Mohammed Al-Hakim (SWE) Video-assistent: Jonas Hansen (DEN) |

|                                                                              |                                       |       |         | |
| 19 november EK-kwalificatie Groep J № 672 «onderlinge duels» 19:45 uur (UTC) | Portugal                              | 2 – 0 | IJsland | Estádio José Alvalade, Lissabon Toeschouwers: 45.655 Scheidsrechter: Anastasios Papapetrou (GRE) Video-assistent: Aristotelis Diamantopoulos (GRE) |
| 19 november EK-kwalificatie Groep J № 672 «onderlinge duels» 19:45 uur (UTC) | Bruno Fernandes 37' Ricardo Horta 66' |       |         | Estádio José Alvalade, Lissabon Toeschouwers: 45.655 Scheidsrechter: Anastasios Papapetrou (GRE) Video-assistent: Aristotelis Diamantopoulos (GRE) |

### 2024
|                                                                     |                                                                                   |       |                                        | |
| 21 maart Vriendschappelijk № 673 «onderlinge duels» 19:45 uur (UTC) | Portugal                                                                          | 5 – 2 | Zweden                                 | Estádio D. Afonso Henriques, Guimarães Toeschouwers: 27.532 Scheidsrechter: Ricardo de Burgos (ESP) Video-assistent: José Munuera Montero (ESP) |
| 21 maart Vriendschappelijk № 673 «onderlinge duels» 19:45 uur (UTC) | Rafael Leão 24' Matheus Nunes 33' Bruno Fernandes 45' Bruma 57' Gonçalo Ramos 61' |       | 58' Viktor Gyökeres 90' Gustaf Nilsson | Estádio D. Afonso Henriques, Guimarães Toeschouwers: 27.532 Scheidsrechter: Ricardo de Burgos (ESP) Video-assistent: José Munuera Montero (ESP) |

|                                                                       |                                       |       |          |                                                                                   |
| 26 maart Vriendschappelijk № 674 «onderlinge duels» 20:45 uur (UTC+1) | Slovenië                              | 2 – 0 | Portugal | Stožicestadion, Ljubljana Toeschouwers: 16.432 Scheidsrechter: Irfan Peljto (BIH) |
| 26 maart Vriendschappelijk № 674 «onderlinge duels» 20:45 uur (UTC+1) | Adam Gnezda Čerin 72' Timi Elšnik 80' |       |          | Stožicestadion, Ljubljana Toeschouwers: 16.432 Scheidsrechter: Irfan Peljto (BIH) |

|                                                                     |                                                                                |       |                                 | |
| 4 juni Vriendschappelijk № 675 «onderlinge duels» 19:45 uur (UTC+1) | Portugal                                                                       | 4 – 2 | Finland                         | Estádio José Alvalade, Lissabon Toeschouwers: 43.125 Scheidsrechter: Christian-Petru Ciochirca (AUT) Video-assistent: Alan Kijas (AUT) |
| 4 juni Vriendschappelijk № 675 «onderlinge duels» 19:45 uur (UTC+1) | Rúben Dias 17' Diogo Jota 45+4' (pen.) Bruno Fernandes 55' Bruno Fernandes 84' |       | 73' Teemu Pukki 77' Teemu Pukki | Estádio José Alvalade, Lissabon Toeschouwers: 43.125 Scheidsrechter: Christian-Petru Ciochirca (AUT) Video-assistent: Alan Kijas (AUT) |

|                                                                     |                |       |                                        | |
| 8 juni Vriendschappelijk № 676 «onderlinge duels» 17:45 uur (UTC+1) | Portugal       | 1 – 2 | Kroatië                                | Estádio Nacional, Oeiras Toeschouwers: 37.800 Scheidsrechter: Harm Osmers (GER) Video-assistent: Sören Storks (GER) |
| 8 juni Vriendschappelijk № 676 «onderlinge duels» 17:45 uur (UTC+1) | Diogo Jota 48' |       | 8' (pen.) Luka Modrić 56' Ante Budimir | Estádio Nacional, Oeiras Toeschouwers: 37.800 Scheidsrechter: Harm Osmers (GER) Video-assistent: Sören Storks (GER) |

|                                                                      |                                                            |       |         | |
| 11 juni Vriendschappelijk № 677 «onderlinge duels» 19:45 uur (UTC+1) | Portugal                                                   | 3 – 0 | Ierland | Estádio Municipal de Aveiro, Aveiro Toeschouwers: 32.830 Scheidsrechter: Chris Kavanagh (ENG) Video-assistent: Jarred Gillett (ENG) |
| 11 juni Vriendschappelijk № 677 «onderlinge duels» 19:45 uur (UTC+1) | João Félix 18' Cristiano Ronaldo 50' Cristiano Ronaldo 60' |       |         | Estádio Municipal de Aveiro, Aveiro Toeschouwers: 32.830 Scheidsrechter: Chris Kavanagh (ENG) Video-assistent: Jarred Gillett (ENG) |

| EK 2024 |
| ------- |

|                                                                         |                                                   |       |                  | |
| 18 juni EK-eindronde Groep F № 678 «onderlinge duels» 21:00 uur (UTC+2) | Portugal                                          | 2 – 1 | Tsjechië         | Red Bull Arena, Leipzig Toeschouwers: 38.421 Scheidsrechter: Marco Guida (ITA) Video-assistent: Massimiliano Irrati (ITA) |
| 18 juni EK-eindronde Groep F № 678 «onderlinge duels» 21:00 uur (UTC+2) | Robin Hranáč 69' (e.d.) Francisco Conceição 90+2' |       | 62' Lukáš Provod | Red Bull Arena, Leipzig Toeschouwers: 38.421 Scheidsrechter: Marco Guida (ITA) Video-assistent: Massimiliano Irrati (ITA) |

|                                                                         |         |                                                                 |          | |
| 22 juni EK-eindronde Groep F № 679 «onderlinge duels» 18:00 uur (UTC+2) | Turkije | 0 – 3                                                           | Portugal | Signal Iduna Park, Dortmund Toeschouwers: 61.047 Scheidsrechter: Felix Zwayer (GER) Video-assistent: Bastian Dankert (GER) |
| 22 juni EK-eindronde Groep F № 679 «onderlinge duels» 18:00 uur (UTC+2) |         | 21' Bernardo Silva 28' (e.d.) Samet Akaydın 56' Bruno Fernandes |          | Signal Iduna Park, Dortmund Toeschouwers: 61.047 Scheidsrechter: Felix Zwayer (GER) Video-assistent: Bastian Dankert (GER) |

|                                                                         |                                                         |       |          | |
| 26 juni EK-eindronde Groep F № 680 «onderlinge duels» 21:00 uur (UTC+2) | Georgië                                                 | 2 – 0 | Portugal | Veltins-Arena, Gelsenkirchen Toeschouwers: 49.616 Scheidsrechter: Sandro Schärer (SUI) Video-assistent: Fedayi San (SUI) |
| 26 juni EK-eindronde Groep F № 680 «onderlinge duels» 21:00 uur (UTC+2) | Chvitsja Kvaratschelia 2' Georges Mikautadze 57' (pen.) |       |          | Veltins-Arena, Gelsenkirchen Toeschouwers: 49.616 Scheidsrechter: Sandro Schärer (SUI) Video-assistent: Fedayi San (SUI) |

|                                                                               |                                                  |              |                                            | |
| 1 juli EK-eindronde Achtste finale № 681 «onderlinge duels» 21:00 uur (UTC+2) | Portugal                                         | 0 – 0 (n.v.) | Slovenië                                   | Deutsche Bank Park, Frankfurt am Main Toeschouwers: 46.576 Scheidsrechter: Daniele Orsato (ITA) Video-assistent: Massimiliano Irrati (ITA) |
| 1 juli EK-eindronde Achtste finale № 681 «onderlinge duels» 21:00 uur (UTC+2) |                                                  |              |                                            | Deutsche Bank Park, Frankfurt am Main Toeschouwers: 46.576 Scheidsrechter: Daniele Orsato (ITA) Video-assistent: Massimiliano Irrati (ITA) |
| 1 juli EK-eindronde Achtste finale № 681 «onderlinge duels» 21:00 uur (UTC+2) | Strafschoppen                                    |              |                                            | Deutsche Bank Park, Frankfurt am Main Toeschouwers: 46.576 Scheidsrechter: Daniele Orsato (ITA) Video-assistent: Massimiliano Irrati (ITA) |
| 1 juli EK-eindronde Achtste finale № 681 «onderlinge duels» 21:00 uur (UTC+2) | Cristiano Ronaldo Bruno Fernandes Bernardo Silva | 3 – 0        | Josip Iličić Jure Balkovec Benjamin Verbič | Deutsche Bank Park, Frankfurt am Main Toeschouwers: 46.576 Scheidsrechter: Daniele Orsato (ITA) Video-assistent: Massimiliano Irrati (ITA) |

|                                                                            |                                                         |              |                                                                             | |
| 5 juli EK-eindronde Kwartfinale № 682 «onderlinge duels» 21:00 uur (UTC+2) | Portugal                                                | 0 – 0 (n.v.) | Frankrijk                                                                   | Volksparkstadion, Hamburg Toeschouwers: 47.789 Scheidsrechter: Michael Oliver (ENG) Video-assistent: Pol van Boekel (NED) |
| 5 juli EK-eindronde Kwartfinale № 682 «onderlinge duels» 21:00 uur (UTC+2) |                                                         |              |                                                                             | Volksparkstadion, Hamburg Toeschouwers: 47.789 Scheidsrechter: Michael Oliver (ENG) Video-assistent: Pol van Boekel (NED) |
| 5 juli EK-eindronde Kwartfinale № 682 «onderlinge duels» 21:00 uur (UTC+2) | Strafschoppen                                           |              |                                                                             | Volksparkstadion, Hamburg Toeschouwers: 47.789 Scheidsrechter: Michael Oliver (ENG) Video-assistent: Pol van Boekel (NED) |
| 5 juli EK-eindronde Kwartfinale № 682 «onderlinge duels» 21:00 uur (UTC+2) | Cristiano Ronaldo Bernardo Silva João Félix Nuno Mendes | 3 – 5        | Ousmane Dembélé Youssouf Fofana Jules Koundé Bradley Barcola Theo Hernández | Volksparkstadion, Hamburg Toeschouwers: 47.789 Scheidsrechter: Michael Oliver (ENG) Video-assistent: Pol van Boekel (NED) |

|  |  |  |  |  |  |  |  |  |

|                                                                                     |                                      |       |                        | |
| 5 september UEFA Nations League Groep A1 № 683 «onderlinge duels» 19:45 uur (UTC+1) | Portugal                             | 2 – 1 | Kroatië                | Estádio da Luz, Lissabon Toeschouwers: 57.675 Scheidsrechter: Halil Umut Meler (TUR) Video-assistent: Bastian Dankert (GER) |
| 5 september UEFA Nations League Groep A1 № 683 «onderlinge duels» 19:45 uur (UTC+1) | Diogo Dalot 7' Cristiano Ronaldo 34' |       | 41' (e.d.) Diogo Dalot | Estádio da Luz, Lissabon Toeschouwers: 57.675 Scheidsrechter: Halil Umut Meler (TUR) Video-assistent: Bastian Dankert (GER) |

|                                                                                     |                                           |       |                    | |
| 8 september UEFA Nations League Groep A1 № 684 «onderlinge duels» 19:45 uur (UTC+1) | Portugal                                  | 2 – 1 | Schotland          | Estádio da Luz, Lissabon Toeschouwers: 59.894 Scheidsrechter: Maurizio Mariani (ITA) Video-assistent: Aleandro Di Paolo (ITA) |
| 8 september UEFA Nations League Groep A1 № 684 «onderlinge duels» 19:45 uur (UTC+1) | Bruno Fernandes 54' Cristiano Ronaldo 88' |       | 7' Scott McTominay | Estádio da Luz, Lissabon Toeschouwers: 59.894 Scheidsrechter: Maurizio Mariani (ITA) Video-assistent: Aleandro Di Paolo (ITA) |

|                                                                                    |                     |       |                                                                  | |
| 12 oktober UEFA Nations League Groep A1 № 685 «onderlinge duels» 20:45 uur (UTC+2) | Polen               | 1 – 3 | Portugal                                                         | Nationaal Stadion, Warschau Toeschouwers: 56.854 Scheidsrechter: Serdar Gözübüyük (NED) Video-assistent: Pol van Boekel (NED) |
| 12 oktober UEFA Nations League Groep A1 № 685 «onderlinge duels» 20:45 uur (UTC+2) | Piotr Zieliński 78' |       | 26' Bernardo Silva 37' Cristiano Ronaldo 88' (e.d.) Jan Bednarek | Nationaal Stadion, Warschau Toeschouwers: 56.854 Scheidsrechter: Serdar Gözübüyük (NED) Video-assistent: Pol van Boekel (NED) |

|                                                                                    |           |       |          | |
| 15 oktober UEFA Nations League Groep A1 № 686 «onderlinge duels» 19:45 uur (UTC+1) | Schotland | 0 – 0 | Portugal | Hampden Park, Glasgow Toeschouwers: 49.056 Scheidsrechter: Lawrence Visser (BEL) Video-assistent: Bram Van Driessche (BEL) |
| 15 oktober UEFA Nations League Groep A1 № 686 «onderlinge duels» 19:45 uur (UTC+1) |           |       |          | Hampden Park, Glasgow Toeschouwers: 49.056 Scheidsrechter: Lawrence Visser (BEL) Video-assistent: Bram Van Driessche (BEL) |

|                                                                                   | |       |                     | |
| 15 november UEFA Nations League Groep A1 № 687 «onderlinge duels» 19:45 uur (UTC) | Portugal                                                                                              | 5 – 1 | Polen               | Estádio do Dragão, Porto Toeschouwers: 47.239 Scheidsrechter: Donatas Rumšas (LTU) Video-assistent: Dennis Higler (NED) |
| 15 november UEFA Nations League Groep A1 № 687 «onderlinge duels» 19:45 uur (UTC) | Rafael Leão 59' Cristiano Ronaldo 72' (pen.) Bruno Fernandes 80' Pedro Neto 83' Cristiano Ronaldo 87' |       | 88' Dominik Marczuk | Estádio do Dragão, Porto Toeschouwers: 47.239 Scheidsrechter: Donatas Rumšas (LTU) Video-assistent: Dennis Higler (NED) |

|                                                                                     |                    |       |                | |
| 18 november UEFA Nations League Groep A1 № 688 «onderlinge duels» 20:45 uur (UTC+1) | Kroatië            | 1 – 1 | Portugal       | Poljudstadion, Split Toeschouwers: 33.386 Scheidsrechter: Davide Massa (ITA) Video-assistent: Aleandro Di Paolo (ITA) |
| 18 november UEFA Nations League Groep A1 № 688 «onderlinge duels» 20:45 uur (UTC+1) | Joško Gvardiol 65' |       | 33' João Félix | Poljudstadion, Split Toeschouwers: 33.386 Scheidsrechter: Davide Massa (ITA) Video-assistent: Aleandro Di Paolo (ITA) |

### 2025
|                                                                                     |                    |       |          | |
| 20 maart UEFA Nations League Kwartfinale № 689 «onderlinge duels» 20:45 uur (UTC+1) | Denemarken         | 1 – 0 | Portugal | Parken, Kopenhagen Toeschouwers: 36.322 Scheidsrechter: Irfan Peljto (BIH) Video-assistent: Pol van Boekel (NED) |
| 20 maart UEFA Nations League Kwartfinale № 689 «onderlinge duels» 20:45 uur (UTC+1) | Rasmus Højlund 78' |       |          | Parken, Kopenhagen Toeschouwers: 36.322 Scheidsrechter: Irfan Peljto (BIH) Video-assistent: Pol van Boekel (NED) |

|                                                                                   | |              |                                             | |
| 23 maart UEFA Nations League Kwartfinale № 690 «onderlinge duels» 19:45 uur (UTC) | Portugal | 5 – 2 (n.v.) | Denemarken                                  | Estádio José Alvalade, Lissabon Toeschouwers: 47.123 Scheidsrechter: Slavko Vinčić (SVN) Video-assistent: Alen Borošak (SVN) |
| 23 maart UEFA Nations League Kwartfinale № 690 «onderlinge duels» 19:45 uur (UTC) | Joachim Andersen 38' (e.d.) Cristiano Ronaldo 72' Francisco Trincão 86' Francisco Trincão 91' Gonçalo Ramos 115' |              | 56' Rasmus Kristensen 76' Christian Eriksen | Estádio José Alvalade, Lissabon Toeschouwers: 47.123 Scheidsrechter: Slavko Vinčić (SVN) Video-assistent: Alen Borošak (SVN) |

|                                                                                    |                   |       |                                               | |
| 4 juni UEFA Nations League Halve finale № 691 «onderlinge duels» 20:45 uur (UTC+2) | Duitsland         | 1 – 2 | Portugal                                      | Allianz Arena, München Toeschouwers: 65.823 Scheidsrechter: Slavko Vinčić (SVN) Video-assistent: Alen Borošak (SVN) |
| 4 juni UEFA Nations League Halve finale № 691 «onderlinge duels» 20:45 uur (UTC+2) | Florian Wirtz 48' |       | 63' Francisco Conceição 68' Cristiano Ronaldo | Allianz Arena, München Toeschouwers: 65.823 Scheidsrechter: Slavko Vinčić (SVN) Video-assistent: Alen Borošak (SVN) |

|                                                                              |          |   |        | |
| 8 juni UEFA Nations League Finale № 692 «onderlinge duels» 20:45 uur (UTC+2) | Portugal | – | Spanje | MHPArena, Stuttgart of Allianz Arena, München Scheidsrechter: Sandro Schärer (SUI) Video-assistent: Fedayi San (SUI) |
| 8 juni UEFA Nations League Finale № 692 «onderlinge duels» 20:45 uur (UTC+2) |          |   |        | MHPArena, Stuttgart of Allianz Arena, München Scheidsrechter: Sandro Schärer (SUI) Video-assistent: Fedayi San (SUI) |

|                                                                                |         |   |          |                                                    |
| 6 september WK-kwalificatie Groep F № 693 «onderlinge duels» 20:00 uur (UTC+4) | Armenië | – | Portugal | n.n.b. Toeschouwers: n.n.b. Scheidsrechter: n.n.b. |
| 6 september WK-kwalificatie Groep F № 693 «onderlinge duels» 20:00 uur (UTC+4) |         |   |          | n.n.b. Toeschouwers: n.n.b. Scheidsrechter: n.n.b. |

|                                                                                |           |   |          |                                                    |
| 9 september WK-kwalificatie Groep F № 694 «onderlinge duels» 20:45 uur (UTC+2) | Hongarije | – | Portugal | n.n.b. Toeschouwers: n.n.b. Scheidsrechter: n.n.b. |
| 9 september WK-kwalificatie Groep F № 694 «onderlinge duels» 20:45 uur (UTC+2) |           |   |          | n.n.b. Toeschouwers: n.n.b. Scheidsrechter: n.n.b. |

|                                                                               |          |   |         |                                                    |
| 11 oktober WK-kwalificatie Groep F № 695 «onderlinge duels» 19:45 uur (UTC+1) | Portugal | – | Ierland | n.n.b. Toeschouwers: n.n.b. Scheidsrechter: n.n.b. |
| 11 oktober WK-kwalificatie Groep F № 695 «onderlinge duels» 19:45 uur (UTC+1) |          |   |         | n.n.b. Toeschouwers: n.n.b. Scheidsrechter: n.n.b. |

|                                                                               |          |   |           |                                                    |
| 14 oktober WK-kwalificatie Groep F № 696 «onderlinge duels» 19:45 uur (UTC+1) | Portugal | – | Hongarije | n.n.b. Toeschouwers: n.n.b. Scheidsrechter: n.n.b. |
| 14 oktober WK-kwalificatie Groep F № 696 «onderlinge duels» 19:45 uur (UTC+1) |          |   |           | n.n.b. Toeschouwers: n.n.b. Scheidsrechter: n.n.b. |

|                                                                              |         |   |          |                                                    |
| 13 november WK-kwalificatie Groep F № 697 «onderlinge duels» 19:45 uur (UTC) | Ierland | – | Portugal | n.n.b. Toeschouwers: n.n.b. Scheidsrechter: n.n.b. |
| 13 november WK-kwalificatie Groep F № 697 «onderlinge duels» 19:45 uur (UTC) |         |   |          | n.n.b. Toeschouwers: n.n.b. Scheidsrechter: n.n.b. |

|                                                                              |          |   |         |                                                    |
| 16 november WK-kwalificatie Groep F № 698 «onderlinge duels» 14:00 uur (UTC) | Portugal | – | Armenië | n.n.b. Toeschouwers: n.n.b. Scheidsrechter: n.n.b. |
| 16 november WK-kwalificatie Groep F № 698 «onderlinge duels» 14:00 uur (UTC) |          |   |         | n.n.b. Toeschouwers: n.n.b. Scheidsrechter: n.n.b. |

FPF · A-internationals · Selecties · Statistieken · Bondscoaches · Portugees vrouwenelftal · Olympisch elftal · Portugal U21 · Portugal U20 · Portugal U19 · Portugal U18 · Portugal U17 · Vrouwen U17
1921 – 1929 · 
1930 – 1939 · 
1940 – 1949 · 
1950 – 1959 · 
1960 – 1969 · 
1970 – 1979 · 
1980 – 1989 · 
1990 – 1999 · 
2000 – 2009 · 
2010 – 2019 · 
2020 – 2029
EK's: 1984 · 
1996 · 
2000 · 
2004 · 
2008 · 
2012 · 
2016 · 
2020 · 
2024
WK's: 1966 · 
1986 · 
2002 · 
2006 · 
2010 · 
2014 · 
2018 · 
2022
OS: 1928 · 
1996 · 
2004 · 
2016
1921 · 
1922 · 
1923 · 
1924 · 
1925 · 
1926 · 
1927 · 
1928 · 
1929 · 
1930 · 
1931 · 
1932 · 
1933 · 
1934 · 
1935 · 
1936 · 
1937 · 
1938 · 
1939 · 
1940 · 
1942 · 
1943 · 1944 · 
1945 · 
1946 · 
1947 · 
1948 · 
1949 ·
1950 · 
1951 · 
1952 · 
1953 · 
1954 · 
1955 · 
1956 · 
1957 · 
1958 · 
1959 ·
1960 · 
1961 · 
1962 ·
1963 ·
1964 · 
1965 · 
1966 · 
1967 · 
1968 · 
1969 ·
1970 · 
1971 · 
1972 · 
1973 · 
1974 · 
1975 · 
1976 · 
1977 · 
1978 · 
1979 ·
1980 · 
1981 · 
1982 · 
1983 · 
1984 · 
1985 · 
1986 · 
1987 · 
1988 · 
1989 · 
1990 · 
1991 ·
1992 · 
1993 · 
1994 · 
1995 · 
1996 · 
1997 · 
1998 · 
1999 · 
2000 · 
2001 · 
2002 · 
2003 · 
2004 · 
2005 · 
2006 · 
2007 · 
2008 · 
2009 · 
2010 · 
2011 · 
2012 · 
2013 ·
2014 ·
2015 ·
2016 ·
2017 ·
2018 ·
2019 ·
2020 ·
2021 ·
2022
Albanië ·
Algerije ·
Andorra ·
Angola ·
Argentinië ·
Armenië ·
Azerbeidzjan ·
België ·
Bolivia ·
Bosnië-Herzegovina ·
Brazilië ·
Bulgarije ·
Canada ·
Chili ·
China ·
Cyprus ·
DDR ·
Denemarken ·
Duitsland ·
Ecuador ·
Egypte ·
Engeland ·
Estland ·
Faeröer ·
Finland ·
Frankrijk ·
Gabon ·
Georgië ·
Ghana ·
Gibraltar ·
Griekenland ·
Hongarije ·
Ierland ·
IJsland ·
Iran ·
Israël ·
Italië ·
Ivoorkust ·
Joegoslavië ·
Kaapverdië ·
Kameroen ·
Kazachstan ·
Koeweit ·
Kroatië ·
Letland ·
Liechtenstein ·
Litouwen ·
Luxemburg ·
Malta ·
Marokko ·
Mexico ·
Moldavië ·
Mozambique ·
Nederland ·
Nieuw-Zeeland ·
Nigeria ·
Noord-Ierland ·
Noord-Korea ·
Noord-Macedonië ·
Noorwegen ·
Oekraïne ·
Oostenrijk ·
Panama ·
Paraguay ·
Polen ·
Qatar ·
Roemenië ·
Rusland ·
Saoedi-Arabië ·
Schotland ·
Servië ·
Slovenië ·
Slowakije ·
Sovjet-Unie ·
Spanje ·
Tsjechië ·
Tsjecho-Slowakije ·
Tunesië ·
Turkije ·
Uruguay ·
Verenigde Staten ·
Wales ·
Zuid-Afrika ·
Zuid-Korea ·
Zweden ·
Zwitserland
Angola (2006) ·
België (2021) ·
Brazilië (2010) · 
Denemarken (2012) ·
Duitsland (2006) ·
Duitsland (2008) ·
Duitsland (2012) ·
Duitsland (2014) ·
Duitsland (2021) ·
Engeland (2000) ·
Engeland (2006) ·
Frankrijk (2006) ·
Frankrijk (2016) ·
Frankrijk (2021)  ·
Ghana (2014) ·
Griekenland (2004, 2) · 
Hongarije (2021) · 
IJsland (2016) · 
Iran (2006) ·
Iran (2018) ·
Marokko (2018) ·
Marokko (2022) ·
Mexico (2006) ·
Nederland (2006) ·
Nederland (2012) ·
Oostenrijk (2016) · 
Spanje (2012) · 
Spanje (2018) ·
Tsjechië (2008) ·
Tsjechië (2012) · 
Turkije (2008) ·
Verenigde Staten (2014) ·
Uruguay (2018) ·
Zuid-Korea (2022) · 
Zwitserland (2008) · 
Zwitserland (2022)
CONMEBOL: Argentinië · Bolivia · Brazilië · Chili · Colombia · Ecuador · Paraguay · Peru · Uruguay · Venezuela

UEFA: Albanië · Andorra · Armenië · Azerbeidzjan · België · Bosnië en Herzegovina · Bulgarije · Cyprus · Denemarken · Duitsland · Engeland · Estland · Faeröer · Finland · Frankrijk · Georgië · Gibraltar · Griekenland · Hongarije · IJsland · Ierland · Israël · Italië · Kazachstan · Kosovo · Kroatië · Letland · Liechtenstein · Litouwen · Luxemburg · Malta · Moldavië · Montenegro · Nederland · Noord-Ierland · Noord-Macedonië · Noorwegen · Oekraïne · Oostenrijk · Polen · Portugal · Roemenië · Rusland · San Marino · Schotland · Servië · Slovenië · Slowakije · Spanje · Tsjechië · Turkije · Wales · Wit-Rusland · Zweden · Zwitserland

AFC: Australië · China · Irak · Iran · Japan · Libanon · Oezbekistan · Oman · Qatar · Saoedi-Arabië · Syrië · Verenigde Arabische Emiraten · Vietnam · Zuid-Korea

CAF: Algerije · Burkina Faso · Congo-Kinshasa · Egypte · Ghana · Ivoorkust · Kaapverdië · Kameroen · Mali · Marokko · Nigeria · Senegal · Tunesië · Zuid-Afrika

CONCACAF: Canada · Costa Rica · Curaçao · El Salvador · Honduras · Jamaica · Mexico · Panama · Suriname · Verenigde Staten

OFC: Nieuw-Zeeland